# Adventures of Captain Marvel
Adventures of Captain Marvel (bra O Homem de Aço) é um seriado estadunidense de 1941, em 12 capítulos, dirigido por John English e William Witney para a Republic Pictures. Foi o 21º dos 66 seriados da Republic, e veiculou nos cinemas estadunidenses a partir de 28 de março de 1941.

## Histórico

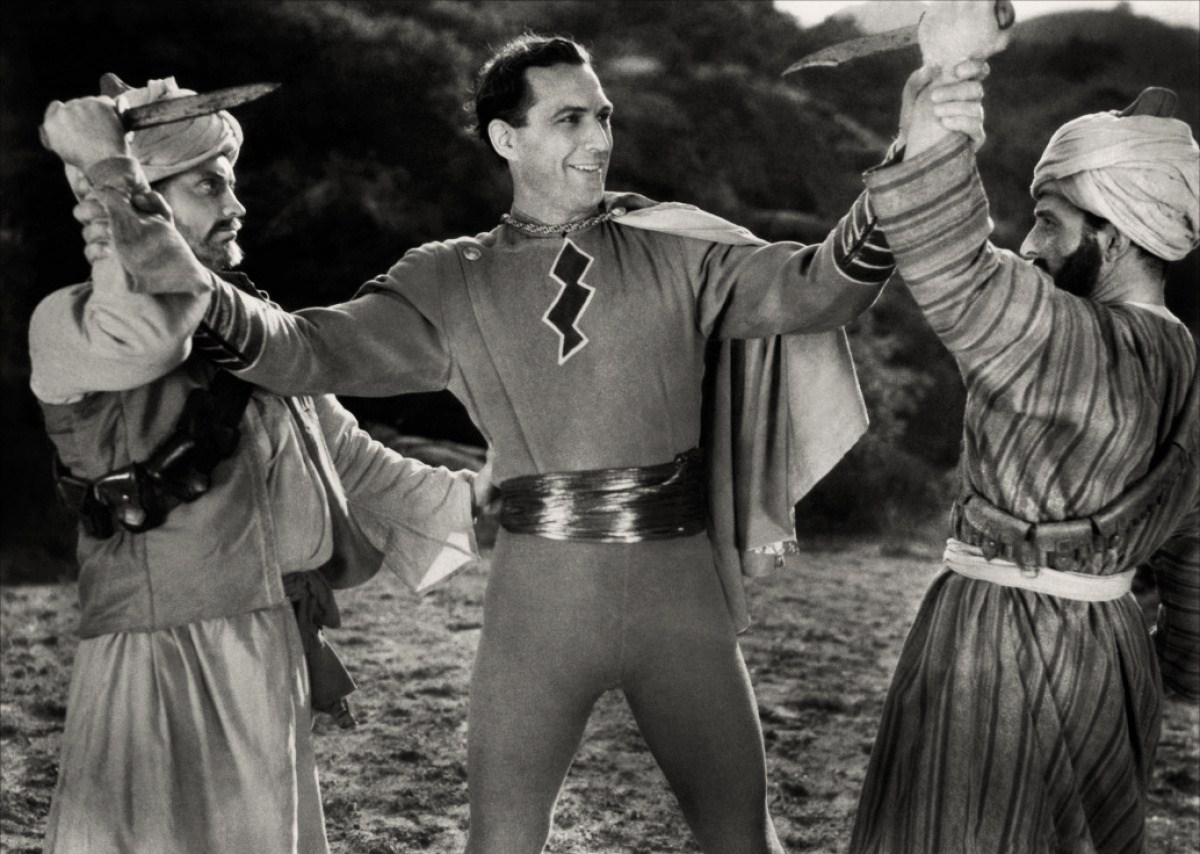
Tom Tyler (centro) como o Capitão Marvel.

Adaptação do herói das revistas em quadrinhos Captain Marvel (Capitão Marvel), que surgiu nas publicações da Fawcett Comics (e mais tarde pela DC Comics), tais como “Whiz Comics” e ”Captain Marvel Adventures”, e foi o 21º seriado da Republic Pictures. Foi a primeira adaptação cinematográfica e televisiva de um super-herói dos quadrinhos, e teve como astros Tom Tyler, como Capitão, e Frank Coghlan, Jr. como Billy Batson. O personagem, criado em 1939 pelo artista C. C. Beck e o escritor Bill Parker, apareceu pela primeira vez em Whiz Comics #2, em fevereiro de 1940. Capitão Marvel é o alter ego de Billy Batson, um jovem que trabalha como repórter de rádio.

## Sinopse

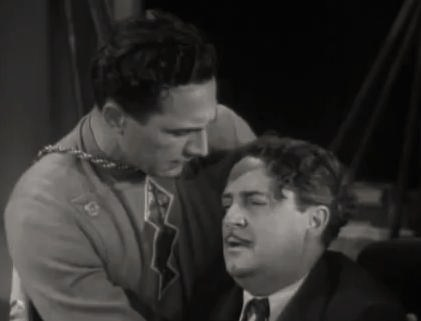
Tom Tyler e Bryant Washburn em uma cena do capítulo 3 do seriado.

O seriado tinha como enredo uma história original, em que o super-herói Capitão Marvel enfrenta o gênio criminoso Escorpião. O vilão se beneficia dos poderes conferidos pela magia de uma estatueta, o “Escorpião Dourado”, utilizando uma arma de raios com incríveis poderes, capaz de dissolver até rochas com o raio da morte.
Billy Batson é operador de rádio de uma expedição arqueológica organizada pela “Malcolm Expedition” para o Vale das Tumbas, na Tailândia, em busca dos tesouros da Dinastia Escorpião. A expedição é atacada por nativos, mas o guia Tal Chotali questiona com o chefe da tribo, Rahman Bar, sobre o sacrilégio de ir até o vulcão, Scorpio, em atividade. Billy se recusa a violar a tumba, pois considera importante respeitar os costumes religiosos alheios, e resolve conseguir seu material em outro túnel. No interior da tumba, Tal Chotali, Prof Malcolm, Prof Luthor Bentley, Dwight Fisher, e Dr Stephen Lang encontram um ídolo em forma de escorpião, o Escorpião Dourado, que tem o poder de transformar pedras em ouro e disparar raios de energia.
Um raio do Escorpião fecha a entrada da tumba, e fica apenas uma pequena passagem entre Billy e o velho mago Shazam, que habitava uma câmara secreta e estava prestes a morrer. Shazam concede a Billy a habilidade de se transformar em Capitão Marvel, para evitar que o Escorpião Dourado caísse em mãos erradas e causasse sofrimento em pessoas inocentes. Explicou que, ao se deparar com o perigo, Billy pronunciasse a palavra "Shazam" e imediatamente se transformaria no herói, pois tal palavra era derivada das iniciais de seis deuses: Solomon, Hercules, Atlas, Zeus, Achilles e Mercury.
Para evitar a utilização dos poderes do Escorpião Dourado de forma inadequada, os 5 cientistas retiram as lentes que o energizam e as distribuem entre si, de forma que nenhum deles pudesse tirar proveito de seus grandes poderes. O vulcão entra em erupção, porém, e isso ocasiona um ataque dos nativos, enquanto o misterioso vilão mascarado Escorpião entra em ação, roubando uma das lentes durante as hostilidades. A expedição é resgatada pela cavalaria do Fort Mooltan, e o Capitão Marvel voa sobre um grupo de nativos armados, percebendo que é invulnerável às balas que o atingem.
A expedição retorna aos Estados Unidos, e o Capitão Marvel se engaja numa intensa batalha contra o maléfico e encapuzado Escorpião, que deseja conseguir o controle de todas as lentes, e com isso, ter em suas mãos o poder da arma mortal.

## Elenco
- Tom Tyler .... Capitão Marvel

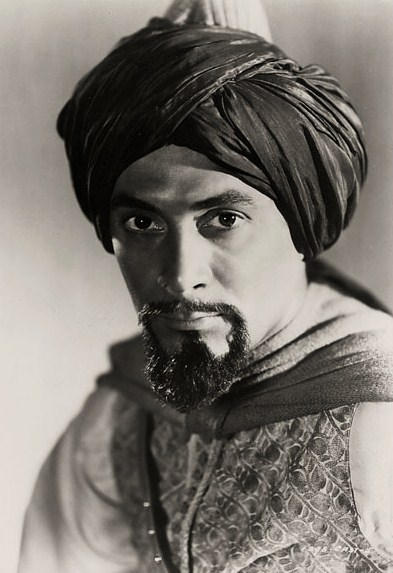
Reed Hadley em foto promocional do filme

- Frank Coghlan Jr. .... Billy Batson, operador de rádio da Malcolm Expedition e a identidade secreta do Capitão Marvel.
- William Benedict .... Whitey Murphy, amigo de Billy Batson.
- Louise Currie .... Betty Wallace, amiga Billy Batson.
- Robert Strange .... John Malcolm, líder da Malcolm Expedition.
- Harry Worth .... Prof Luther Bentley, um membro da Malcolm Expedition e o misterioso vilão Escorpião.
- Bryant Washburn .... Harry Carlyle
- John Davidson .... Tal Chotali, guia da Malcolm Expedition.
- George Pembroke .... Dr. Stephen Lang, um membro da Malcolm Expedition.
- Peter George Lynn .... Prof Dwight Fisher, um membro da Malcolm Expedition.
- Reed Hadley .... Rahman Bar, o chefe nativo do Vale das Tumbas.
- Jack Mulhall .... Howell
- Kenneth Duncan .... Barnett
- Nigel De Brulier .... Shazam, o mago que dá a Billy o poder de Capitão Marvel.
- Tetsu Komai .... Chan Lai
- Stanley Price .... Owens
- Gerald Mohr .... a voz de Escorpião (não-creditado)

## Produção
Adventures of Captain Marvel foi filmado entre 23 de dezembro de 1940 e 30 de janeiro de 1941 sob o título Captain Marvel, e foi o primeiro filme de super-herói adaptado dos quadrinhos.
As cenas de operação militar foram retiradas da filmagem de Storm Over Bengal, produzido pela Republic Pictures em 1938.

## Efeitos especiais
Os efeitos especiais foram produzidos, primariamente, pela Lydecker brothers. Os efeitos de voo foram produzidos com um boneco em papel machê, impulsionado através de cordas, atadas a cada lado da câmara; o boneco deslizava de um lado para o outro, dando a impressão de voo.
Dave Sharpe fez a parte humana dos efeitos. Vestido como o Capitão Marvel, ele saltava de um ponto alto com o corpo esticado, como se fosse voar; a combinação dos efeitos técnicos e humanos dava a impressão de uma pessoa voando. Sharpe também substituiu Marvel em outras cenas, tais como a dos ataques nativos no primeiro capítulo.
De acordo com Stedman, as cenas de voo foram as que mais alcançaram sucesso até então.

## Uniforme

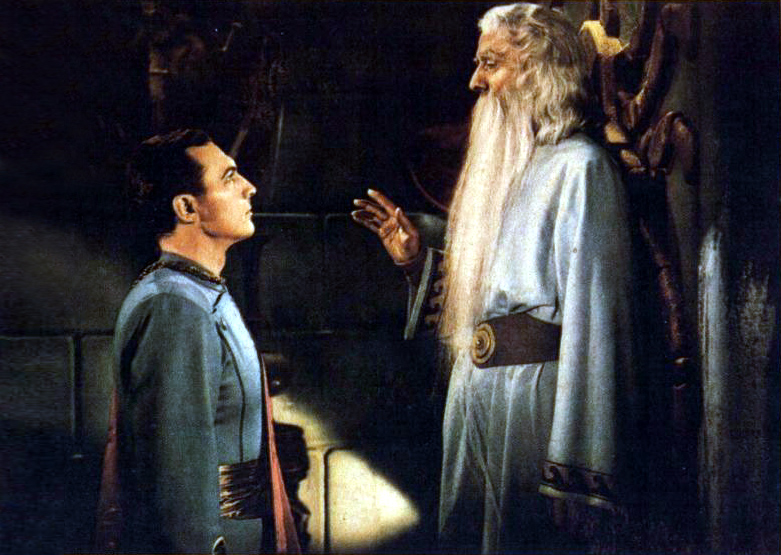

O uniforme do Capitão Marvel era confeccionado em seda fina e Jersey, e originalmente era cinzento e não vermelho. Desde que o seriado foi filmado, em preto e branco, tal troca tem sido utilizada. Alguns materiais publicitários da Republic colorem o uniforme de Tyler em azul ao invés de vermelho.
Um dos uniformes apareceu, mais tarde, como vestimenta do conselheiro Kryptoniano, no primeiro episódio de The Adventures of Superman, da TV, filmado em 1951. Posteriormente, dois uniformes do Capitão Marvel foram utilizados na versão da série de TV “Space Patrol”.
Atualmente, no “Science Fiction Museum and Hall of Fame” em Seattle, Washington, uma túnica do Capitão Marvel está em exposição (juntamente com o uniforme de Superman usado por George Reeves na série de TV).

## Crítica
Harmon e Glut classificaram as Adventures of Captain Marvel como um dos melhores seriados já feitos, provavelmente o melhor, com exceção de Flash Gordon. A atuação de Tom Tyler foi considerada, também, como a mais memorável herói da época.

## Influências
Em 1994, o escritor de quadrinhos Jerry Ordway apresentou o Capitão Marvel às modernas audiências, com The Power of Shazam!.
O roteirista e produtor de filmes-B Don Glut, um fã de seriados, produziu Shazam!, um programa de TV popular nos anos 70, uma adaptação do Capitão Marvel.

## Capítulos

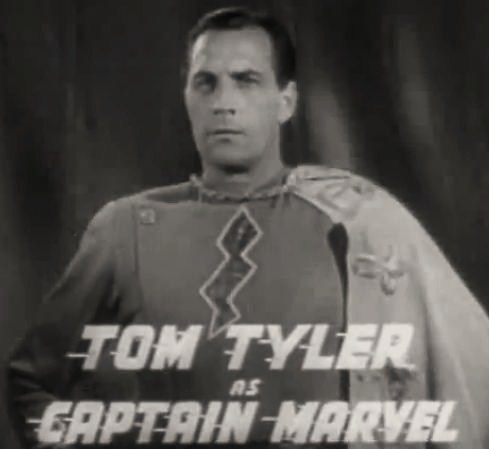
Tom Tyler em Adventures of Captain Marvel.

1. "Curse of the Scorpion" (30 min.)
2. "The Guillotine" (16 min.)
3. "Time Bomb" (17 min.)
4. "Death Takes the Wheel" (16 min.)
5. "The Scorpion Strikes" (16 min.)
6. "Lens of Death" (16 min.)
7. Human Targets (17 min.)
8. Boomerang (17 min.)
9. "Dead Man's Trap" (16 min.)
10. "Doom Ship" (16 min.)
11. "Valley of Death" (16 min.)
12. "Captain Marvel's Secret" (16 min.)